# مبنى بلدية لوس أنجلوس
مبنى بلدية لوس أنجلوس (بالإنجليزية: Los Angeles City Hall) هو مركز بلدية لوس أنجلوس، كاليفورنيا,
أفتتح عام 1928، ويضم مكتب رئيس البلدية وغرف للاجتماعات ومكاتب مجلس مدينة لوس انجليس. يقع في وسط المدينة.

## التاريخ

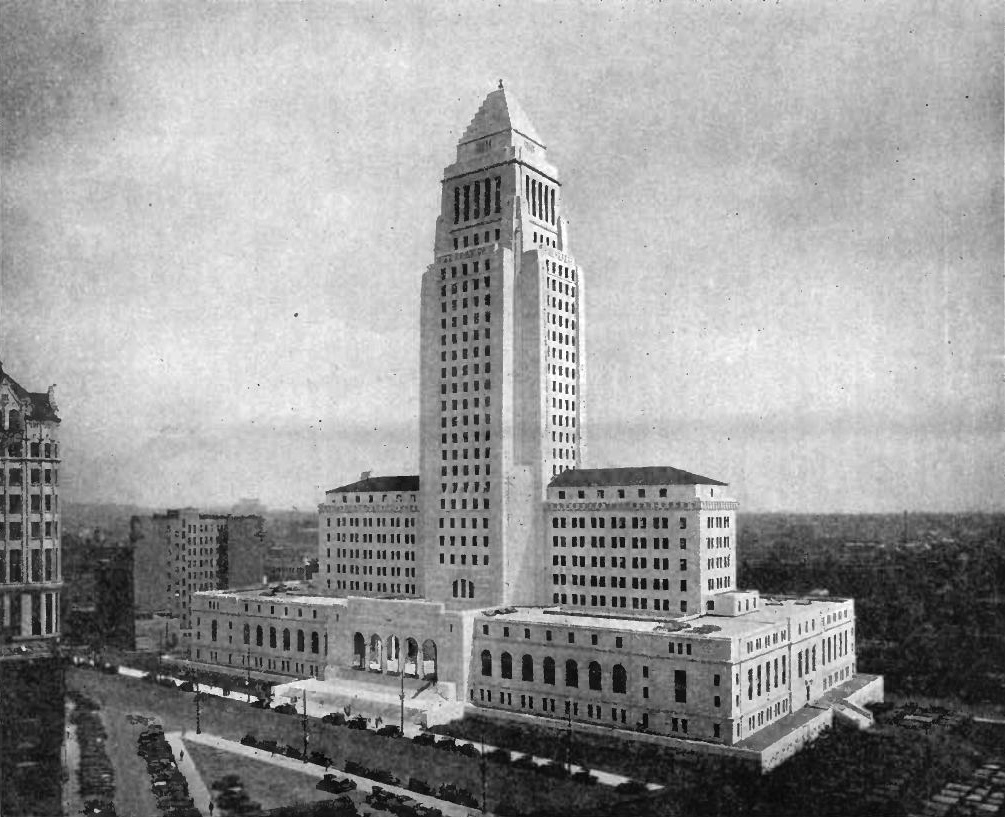
صورة للمبنى قبل 80 عام (1931).

المبنى صمم من قبل جون باركينسون , جون أوستن , ألبرت مارتن. وأفتتح عام 1928م.

## صور

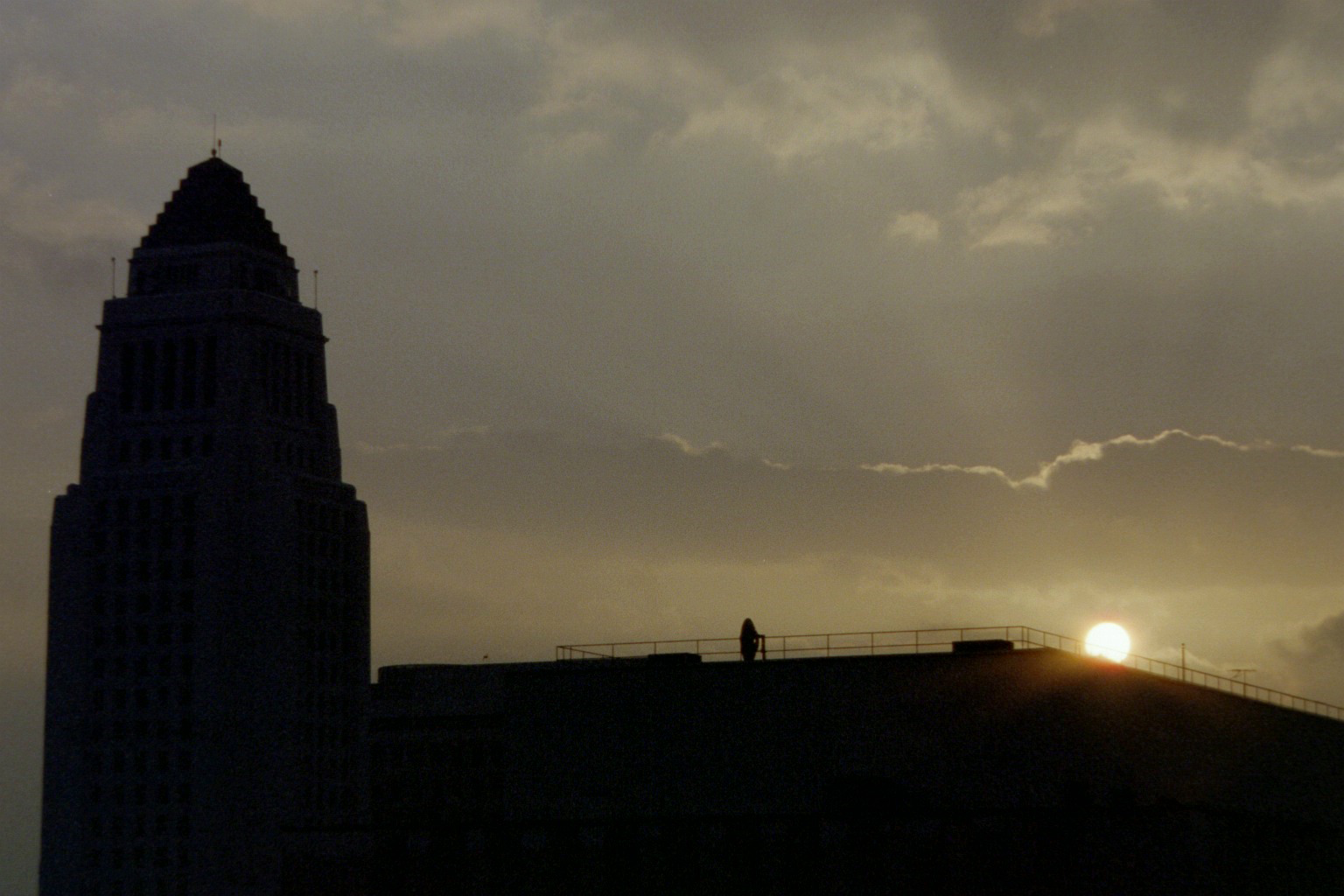
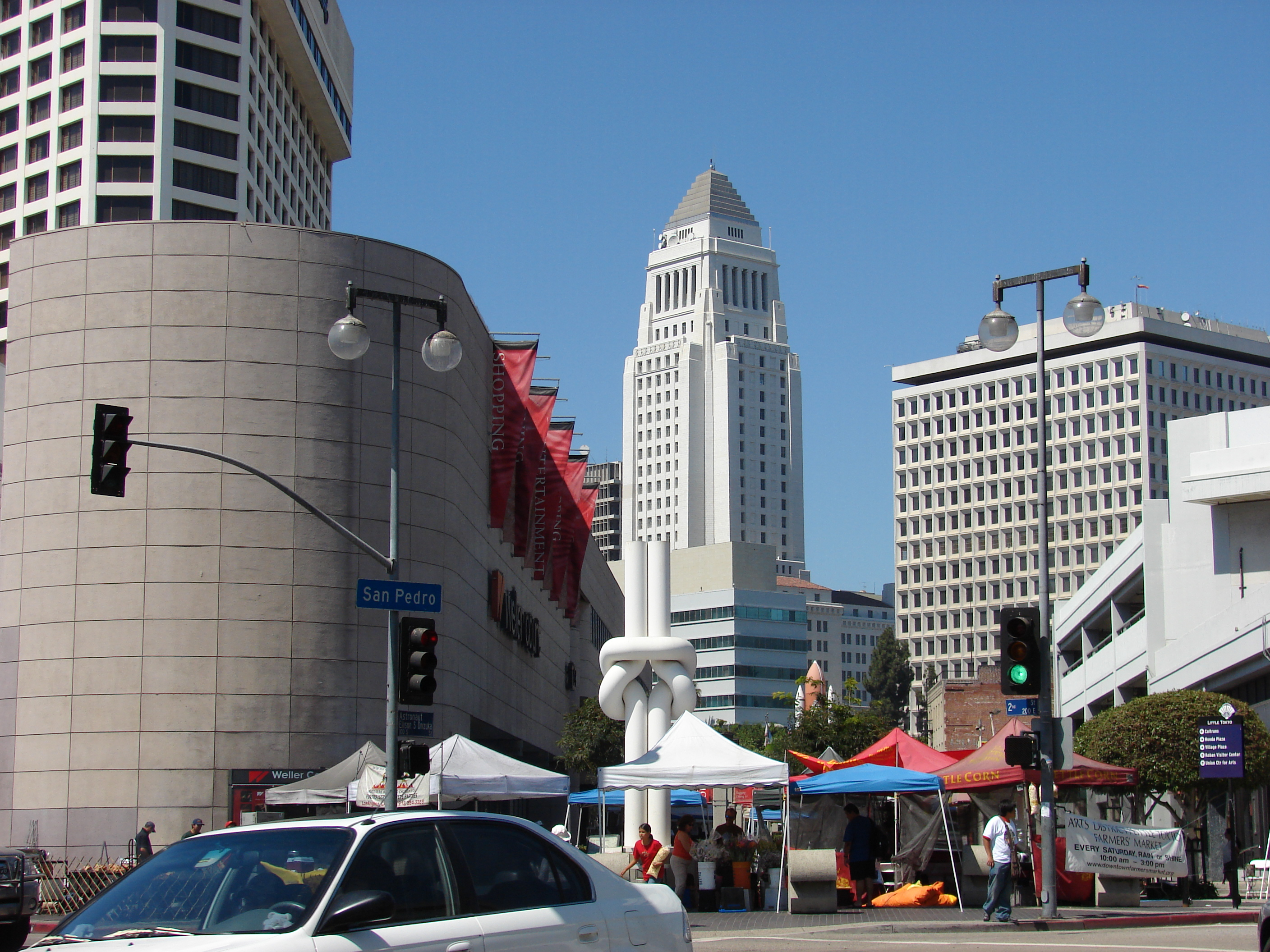
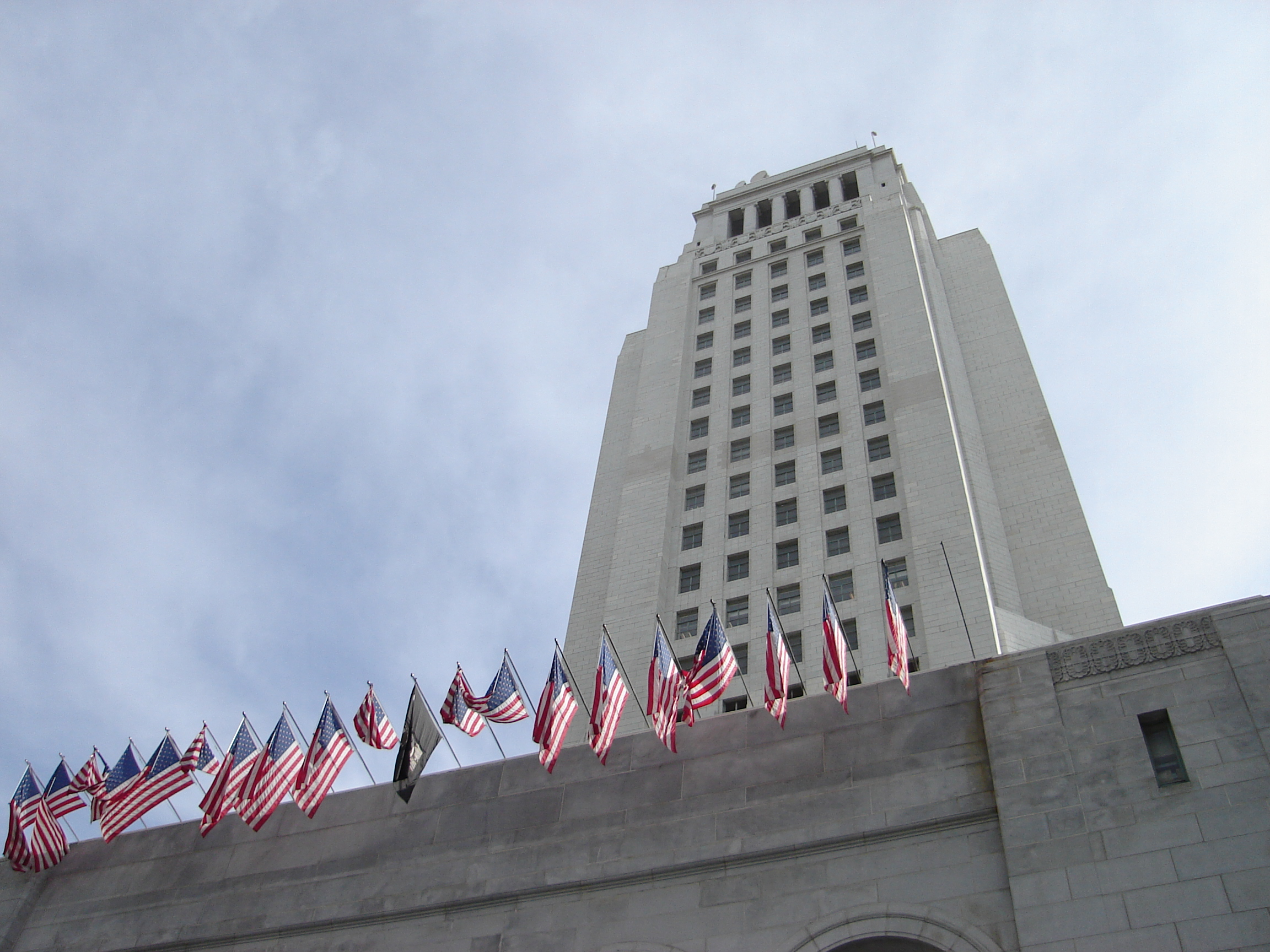
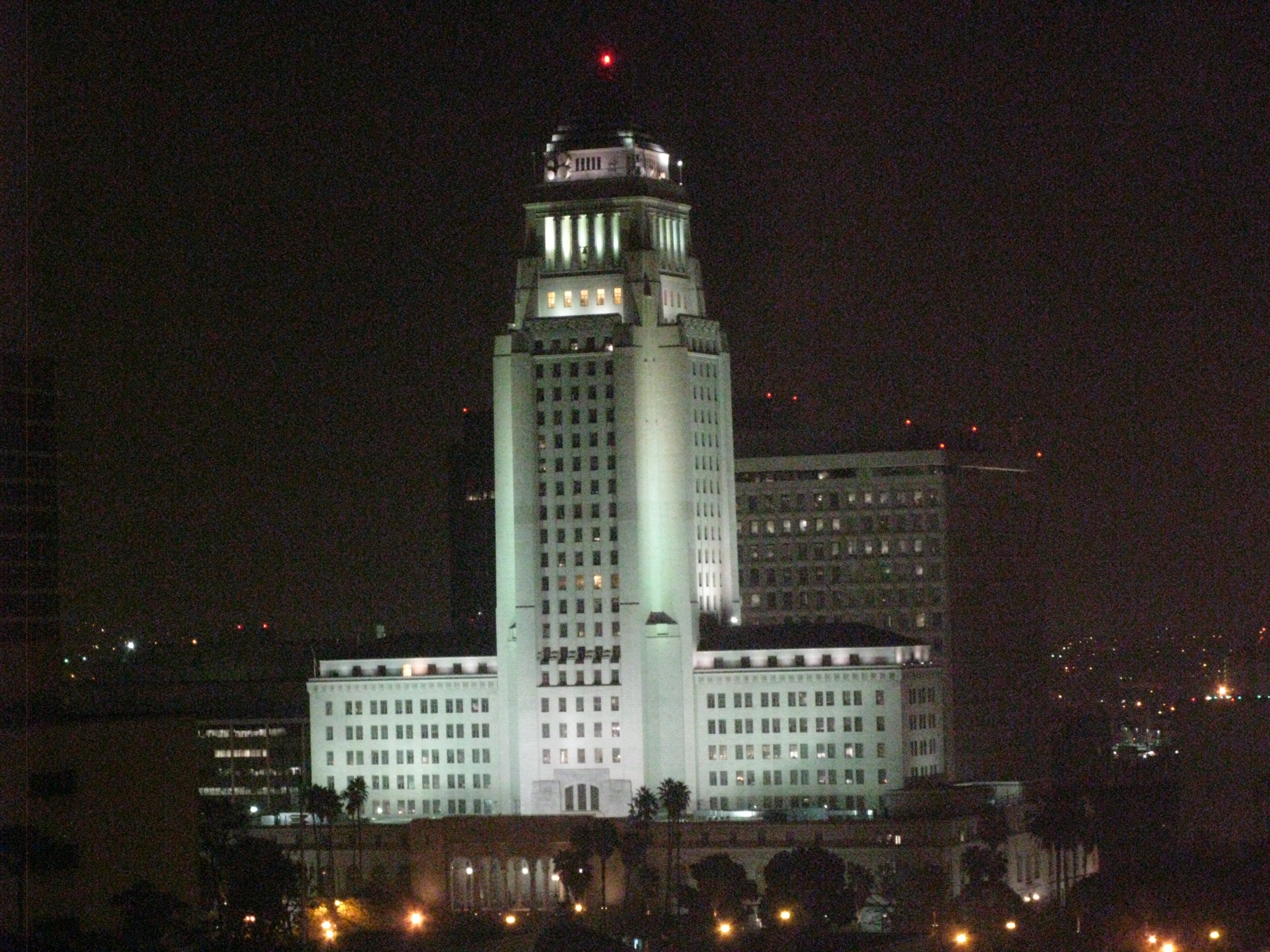
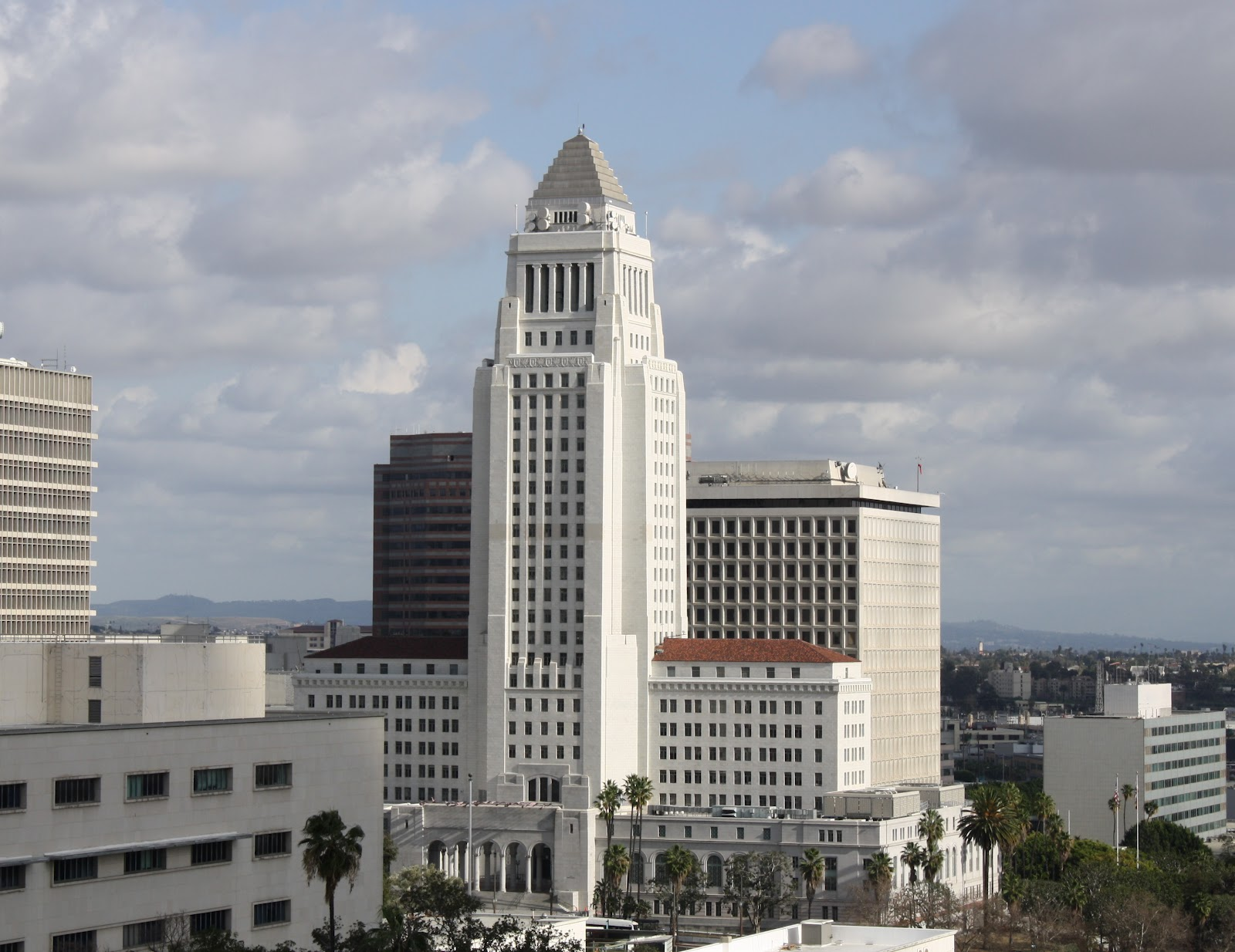
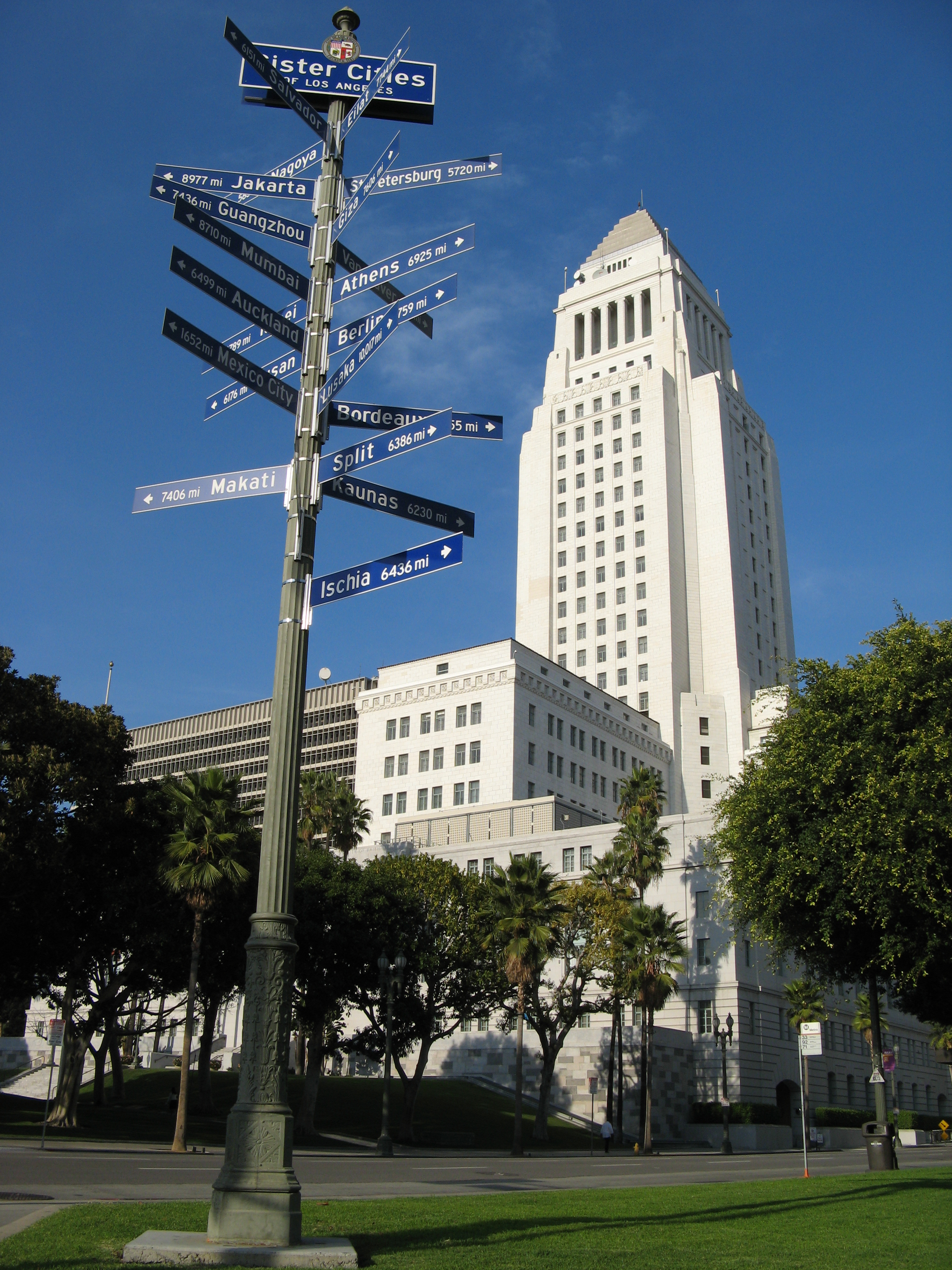
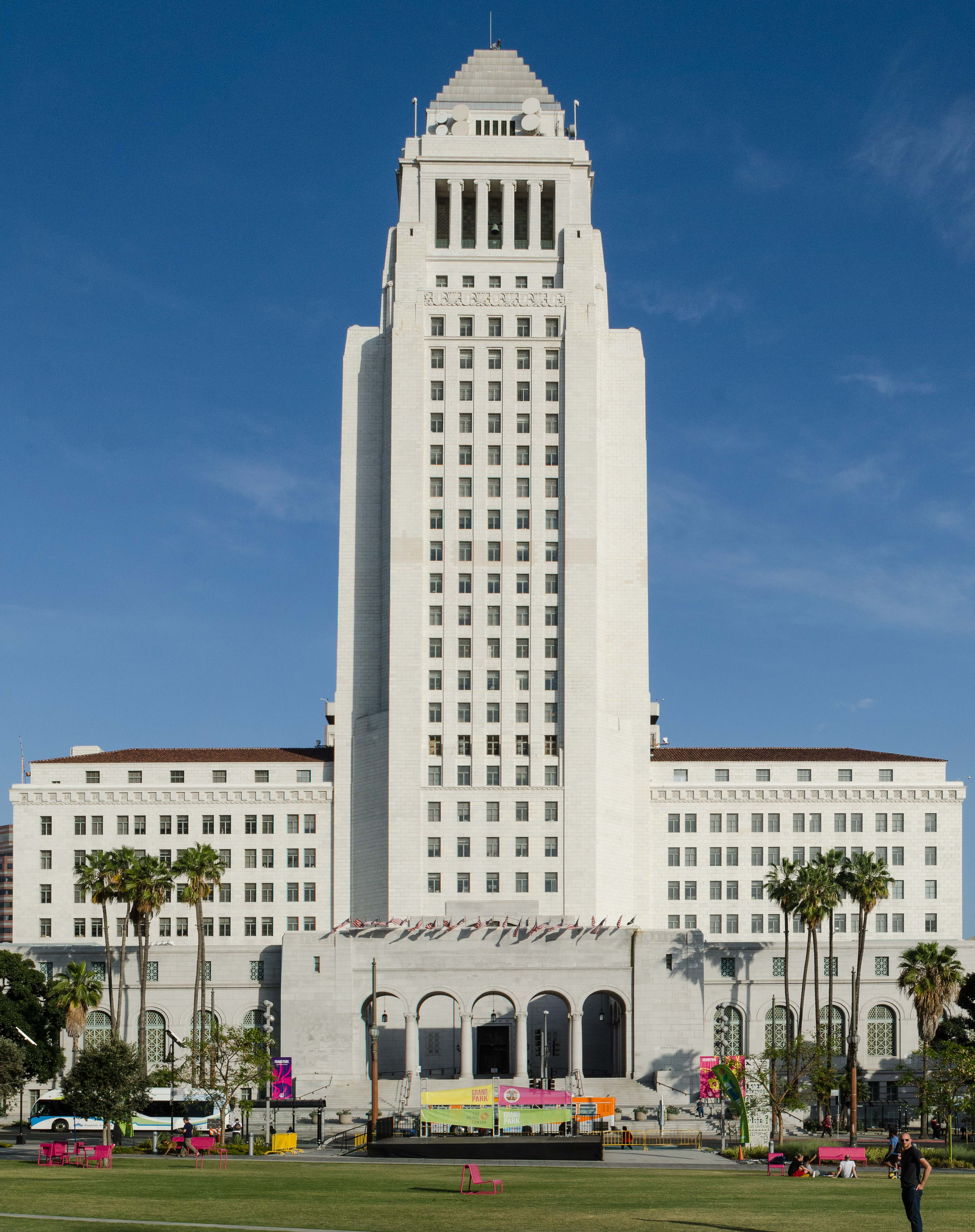